# Nekane Sweet
Nekane Sweet (Granada, Andalucía; 16 de diciembre de 1991) es una actriz pornográfica española.

## Biografía
Nekane se dio a conocer en septiembre de 2011 gracias a la serie de vídeos titulados Pilladas que producía el cineasta porno español Torbe para su página Putalocura. En marzo de 2012 firmó un contrato en exclusividad con la compañía Cumlouder, para la que también ha trabajado como camgirl.
Desde sus comienzos, ha grabado escenas para estudios del sector como 21Sextury, Evil Angel, Girlfriends Films, SexArt, Reality Kings, Mofos, Private, Brazzers o Digital Playground.
Grabó su primera escena de sexo anal en 2016 junto a Nacho Vidal en la película Nacho's First Class Fucks.
En 2017 consiguió sus primeras nominaciones a nivel internacional, tanto en los Premios XBIZ, donde estuvo nominada a Artista femenina extranjera del año, como en los Premios AVN, donde recibió otras tres nominaciones, también a Artista femenina extranjera del año, a la Mejor escena de sexo en producción extranjera, junto a Nacho Vidal, por Nacho Loves Nekane, y el premio fan a la Estrella mediática.
Algunos títulos de su filmografía son Alone Time 4, And In The End, Bitch Confessions, First Time Stories, Fuckin Van, Street Suckers o Stunning Butts 3.
Retirada de la industria desde mediados de 2017, llegó a grabar más de 210 películas como actriz.

## Premios y nominaciones
| Año  | Ceremonia           | Resultado | Premio                                        | Trabajo            |
| ---- | ------------------- | --------- | --------------------------------------------- | ------------------ |
| 2017 | Premios AVN         | Nominada  | Artista femenina extranjera del año           | —                  |
| 2017 | Premios AVN         | Nominada  | Mejor escena de sexo en producción extranjera | Nacho Loves Nekane |
| 2017 | Premios AVN         | Nominada  | Premio fan: Estrella mediática                | —                  |
| 2017 | Premios XBIZ        | Nominada  | Artista femenina extranjera del año           | —                  |
| 2018 | Premios XBIZ        | Nominada  | Artista femenina extranjera del año           | —                  |
| 2018 | Premios XBIZ Europa | Nominada  | Artista femenina del año                      | —                  |